# Runcorn (stacja kolejowa)
Runcorn (ang: Runcorn railway station) – stacja kolejowa w Runcorn, w hrabstwie Cheshire, w Anglii. Stacja leży na łącznicy Liverpool z West Coast Main Line pomiędzy Weaver Junction i Liverpool South Parkway i jest obsługiwana przez Virgin Trains. Jest położona niedaleko na południe od mostu kolejowego Runcorn na rzece Mersey na odcinku linii otwartej przez LNWR w celu stworzenia nowej, bardziej bezpośredniej drogi pomiędzy Liverpoolem i Crewe. Stacja została otwarta 1 kwietnia 1869. Obsługuje ok. 486 270 pasażerów rocznie (dane za rok 2021/2022).
W holu dworca znajduje się sklep/bar przekąskowy; stacja jest wyposażona w windy. W pobliżu stacji znajduje się płatny parking, postój taksówek i przystanki autobusowe, z których kursują autobusy do innych części Runcorn, a także do Widnes.

## Usługi
Na stację co godzinę przyjeżdżają pociągi kursujące między Liverpool Lime Street i London Euston, obsługiwane przez Virgin Trains, oraz dwa razy na godzinę pociągi kursujące pomiędzy Liverpoolem, Crewe i Birmingham New Street obsługiwane przez London Midland. Połączenia są mniej częste w godzinach wieczornych oraz w niedziele.